# Ernst Senst
Heinrich Ernst Senst (* 12. Februar 1850 in Belzig; † 13. Januar 1920 in Magdeburg) war ein deutscher Theaterunternehmer.

## Leben und Wirken
Senst, Sohn des Johann Gottlieb Senst, war seit 1878 Direktor des Wilhelm-Theaters in Magdeburg, das sein Vater gegründet hatte. Er spezialisierte das Theater auf Operetten. Beispielsweise fanden 1899 50 Vorstellungen von Der Mikado statt. Im September 1903 beging er feierlich sein 25-jähriges Direktionsjubiläum. In der Spielzeit 1908/1909 trat im Theater u. a. auch Carl Geppert auf, und am 26. Februar 1910 wurde Die keusche Susanne am Wilhelm-Theater uraufgeführt. Im Jahre 1919, kurz vor dem Tod Sensts, übernahm die Stadt Magdeburg die Pacht seines Theaters.